# 高橋邦明
高橋 邦明（たかはし くにあき、1972年10月27日 - ）は、神奈川県横浜市出身の日本の自動車レーサーである。全日本プロドリフト選手権（D1グランプリ）に参戦するほか、チューニングショップ「Kunny'z （クニーズ）」代表を務める。愛称は、「クニさん」。

## 経歴
横浜の南部市場で行われていた公道ゼロヨンの観戦をしていた際に一斉検挙に遭い、その場から逃げだしたところドリフトに遭遇。車が横を向いて走ることに衝撃を受け、ドリフトに興味を持つ。
1998年、雑誌CARBOY主催のドリコン全国大会に出場。2001年には第71回いかす走り屋チーム天国関東大会で個人・団体（走り屋チームの「NIGHT WALKERS」）ダブル優勝を果たす。同年、勤務していたガソリンスタンドを退社し、ドリフトに専念する。
D1GPへは初年度（2001年）から参戦。チェイサー等の大型セダンを巧みに操ることから、斎藤太吾の登場まで4ドアセダン使いのエースと呼ばれ、また手塚強の台頭までグッドイヤーのエースとして、長らくD1界で活躍している。D1参戦初年度から一貫してDO-LUCKがチューニング及びセッティングを担当しており、タイヤも一貫してグッドイヤーを使用するなど、基本的なパッケージを変えずに参戦を続ける数少ないドライバーである。
マシンは当初はチェイサー (JZX100) を使用。初優勝はお台場で行われた2004年プレシーズンマッチで、決勝では後の2004年シリーズチャンピオン三木竜二を下した。また2005年までのマシンは二名乗車に構造変更済みで、なおかつエアコンやオーディオを完備したストリート仕様であったが、車重等で不利は否めず、2006年にオクヤマの協力も得てさらなるボディ補強に加え、エンジンは2JZ-GTEにTO4Zタービンを組み合わせた最高出力500psを超える競技仕様の車両に乗り換えた。2009年からはタービンをT51Rkaiへ変更し、NOSも追加する事で850psを超える出力を得た。
2009年後半からはタイムアタック等のグリップ走行にも挑戦している。
2011年からマークX (GRX130) に車両をチェンジ。同年はシリーズ3位と好成績を残す。
2012年も引き続きマークXで参戦し、第2戦鈴鹿で公式戦初優勝を飾る。この年もシリーズ3位となる。
2013年はマシンのフロントフェイスをG's仕様に変更。この年は一転してやや不振に陥り、第2戦の7位が最高位であった。
2014年は開幕戦から安定した成績を残し、第3戦オートポリスで自身公式戦2勝目をあげ、グッドイヤー勢としては初となる、そして高橋自身にとっても悲願であったD1グランプリシリーズチャンピオンの座を獲得した。
2015年はマシンのカラーを白から黄色（限定色のアウェイクンイエロー）に変更。第3戦筑波で準優勝を果たす。最終的なシリーズランキングは7位。
2016年以降は他タイヤメーカーがSタイヤに匹敵するグリップのハイグリップラジアルタイヤを相次いで投入し、自身が使用するグッドイヤータイヤとのグリップ性能の差が拡大したこともあり成績が下降。同年はシリーズ30位、2017年は同27位、2018年は同26位であった。
2019年は長年タイヤ供給を受けてきたグッドイヤーのD1グランプリ撤退に伴い、D1参戦を休止。翌年以降もD1GPにはエントリーしていないが、茂原ツインサーキットでのドリフトレッスンや、D1地方戦の審査などを通してドリフト競技に携わっている。
2023年はD1GPの審査員としても活動している。

## 人物・エピソード
- 最初の愛車は18歳の時に購入したセリカXX[1]。
- 趣味はゴルフ、アウトドア[4]。
- 「クニさん」と親しまれているのは、往年の名レーサー・高橋国光と近い名前から（しかし「国さん」ではなく「クニさん」と表記する）。
- 近年D1選手の近況の例に漏れず、本人も「メタボ全開！」と口にしている。